# Ipsylon
Ipsylon (ypsilon, stgr. ὖψιλόν, nw.gr. ύψιλον, pisana Υυ lub ϒ) – dwudziesta litera alfabetu greckiego. W greckim systemie liczbowym oznacza liczbę 400.

## Wymowa
W grece archaicznej litera ipsylon wymawiana była jako [u]. Później, w klasycznej, zaczęto ją wymawiać jako [y], przynajmniej do roku 1030.

## Użycie jako symbolu

### Υ
- {\displaystyle \,\Upsilon }
  - Mezon ypsilon[2]. Zapis za pomocą symbolu {\displaystyle \,\Upsilon } pozwala na uniknięcie pomylenia z łacińską literą Y, będącą symbolem hiperładunku.
  - Formalny symbol funkcji zmiany stanu w blockchainie Ethereum[3].

### υ
(brak)

## Ipsylon w kulturze
- Kropka nad ypsylonem – poemat Edwarda Stachury z 1975 r. ze słynnym mistyczno-groteskowym refrenem – pomóż wspomóż dopomóż wyjątku czuły, odeprzeć tłumnie armie reguły,
- Ypsilon – samochód osobowy Lancia, którego premiera odbyła się jesienią 1995

## Kodowanie
W Unicode litera jest zakodowana:
| Znak | Unicode | Kod HTML                          | Nazwa unikodowa              | Nazwa polska                 |
| ---- | ------- | --------------------------------- | ---------------------------- | ---------------------------- |
| Υ    | U+03A5  | &Upsilon; lub &#x03A5; lub &#933; | GREEK CAPITAL LETTER UPSILON | wielka litera grecka ipsylon |
| υ    | U+03C5  | &upsilon; lub &#x03C5; lub &#965; | GREEK SMALL LETTER UPSILON   | mała litera grecka ipsylon   |

W LaTeX-u w trybie matematycznym używa się znacznika:
| Znak                      | LaTeX    |
| ------------------------- | -------- |
| {\displaystyle \Upsilon } | \Upsilon |
| {\displaystyle \upsilon } | \upsilon |